# Пенка Седларска
Пенка Захариева-Седларска е български изкуствовед и художник, директор на Бургаската художествена галерия „Петко Задгорски“.
Завършва специалност „Изкуствознание“ във Висшия институт за изобразително изкуство „Николай Павлович“ през 1978 г. с творческа практика в Рим и Флоренция. В годините 1978–1981 е методист в направление „Култура“ в ОСК — гр. Бургас, а от 1981 до 1996 г. – уредник-изкуствовед в Бургаската художествена галерия. От 1996 г. става неин директор до пенсионирането си през 2012 г., когато за поста е избран художникът Георги Динев.
Работи като критик, изследовател, пропагандатор на българското изобразително изкуство. Има публикации във вестници, специализирани издания, каталози, енциклопедии, сборници и др. Живее и работи в гр. Бургас.